# Iwan Lamby
Nils Iwan Lamby (Estocolmo, 29 de outubro de 1885 — 15 de janeiro de 1970) foi um velejador sueco, medalhista olímpico. Ele competiu nos Jogos Olímpicos de Verão de 1912 na classe 12 Metre e conquistou a medalha de prata na disputa a bordo do Erna Signe com Nils Persson, Per Bergman, Dick Bergström, Kurt Bergström, Hugo Clason, Folke Johnson, Sigurd Kander, Erik Lindqvist e Hugo Sällström. Ele também exerceu a profissão de dentista.